# Tuddenham St. Mary
Tuddenham lub Tuddenham St. Mary – wieś i civil parish w Anglii, w hrabstwie Suffolk, w dystrykcie West Suffolk. Leży 51 km na północny zachód od miasta Ipswich i 101 km na północny wschód od Londynu. W 2011 civil parish liczyła 256 mieszkańców. Tuddenham jest wspomniana w Domesday Book (1086) jako Tode(n)/Totenham.